# Drahonice
Drahonice (en allemand : Drahonitz) est une commune du district de Strakonice, dans la région de Bohême-du-Sud, en République tchèque. Sa population s'élevait à 360 habitants en 2020.

## Géographie
Drahonice se trouve à 14 km au sud-est de Strakonice, à 39 km au nord-ouest de České Budějovice et à 101 km au sud-sud-ouest de Prague.
La commune est limitée par Čejetice et Ražice au nord, par Skály et Pohorovice à l'est, par Skočice et Pivkovice au sud, et par Bílsko et Cehnice à l'ouest.

## Histoire
La première mention écrite du village date de 1240.

## Patrimoine

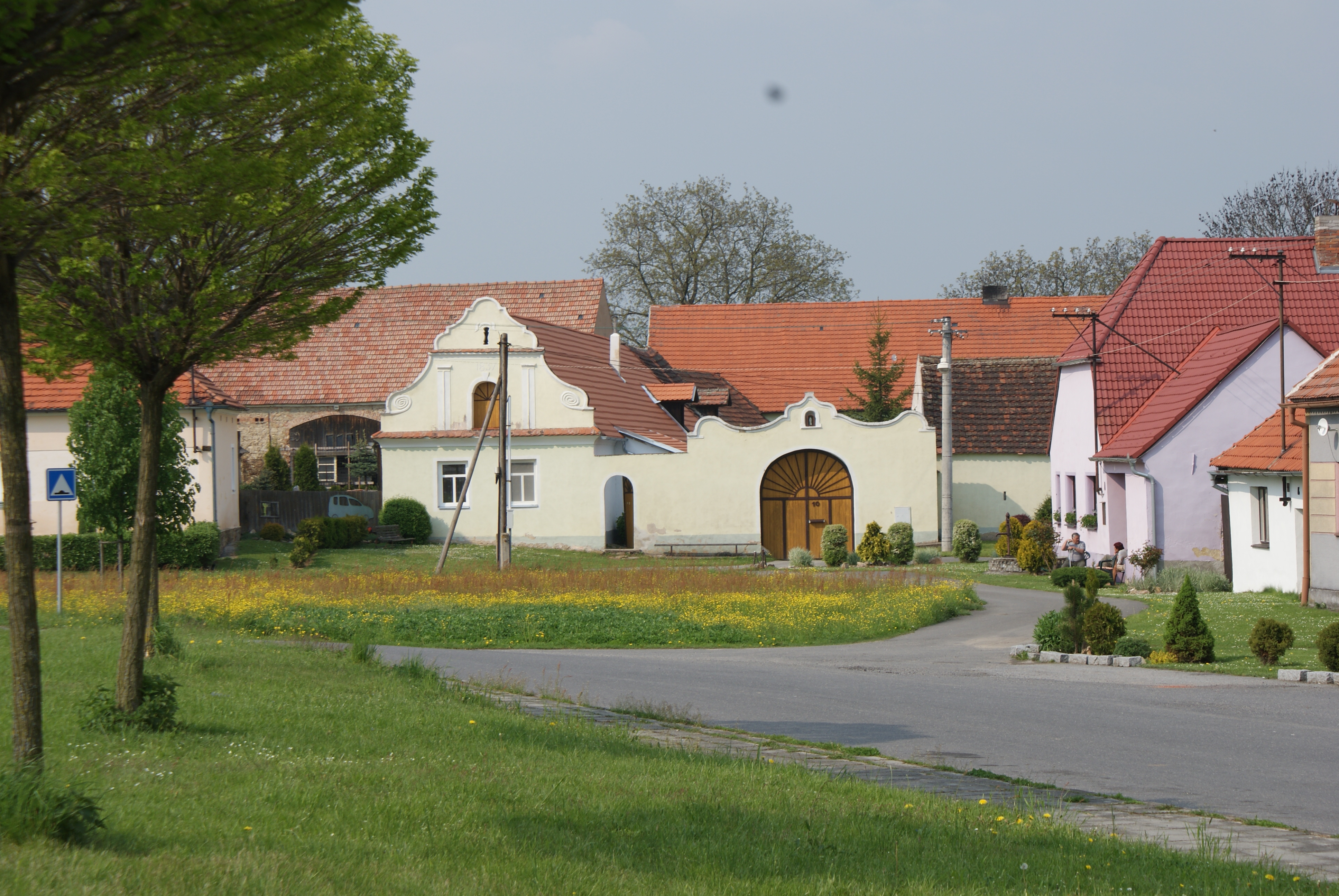
Maison rurale de style baroque.
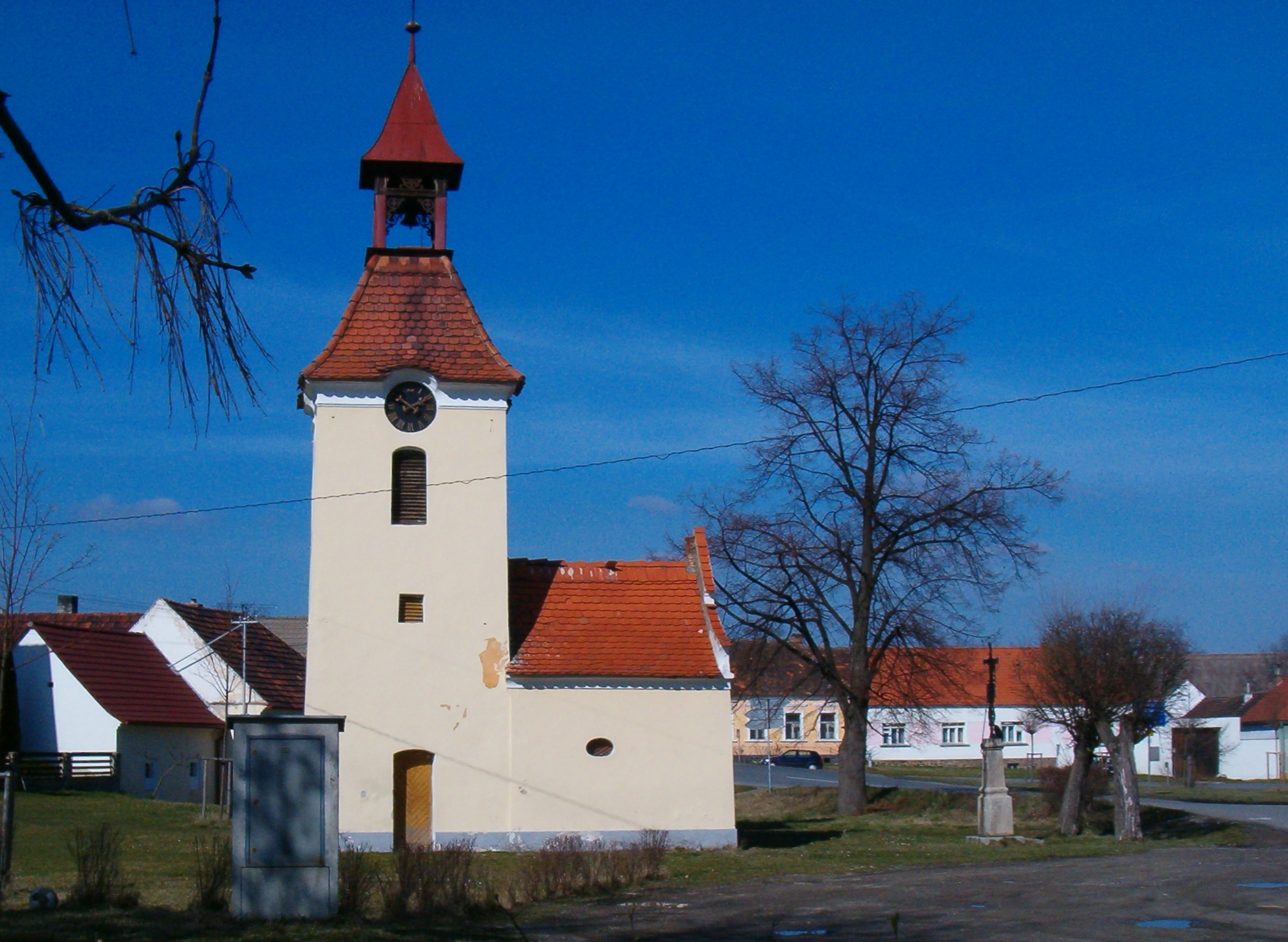
Église sur la place du village.